# Матросово (Сахалинская область)
Матро́сово — село в Поронайском городском округе Сахалинской области России, в 32 км от районного центра.
Находится на берегу реки Матросовки.

## История
До 1945 года принадлежало японскому губернаторству Карафуто и называлось Сётой (яп. 初問). После передачи Южного Сахалина СССР селу 15 октября 1947 года было присвоено имя Героя Советского Союза А. М. Матросова.

## Транспорт
В селе расположена станция Матросово Сахалинского региона Дальневосточной железной дороги.

## Население
| 1935 | 1959  | 2002 | 2010 | 2013 | 2021 |
| ---- | ----- | ---- | ---- | ---- | ---- |
| 582  | ↗2873 | ↘154 | ↘103 | ↘96  | ↘61  |

По переписи 2002 года население — 154 человека (77 мужчин, 77 женщин). Преобладающая национальность — русские (92 %).